# 伊瓦伊洛灣

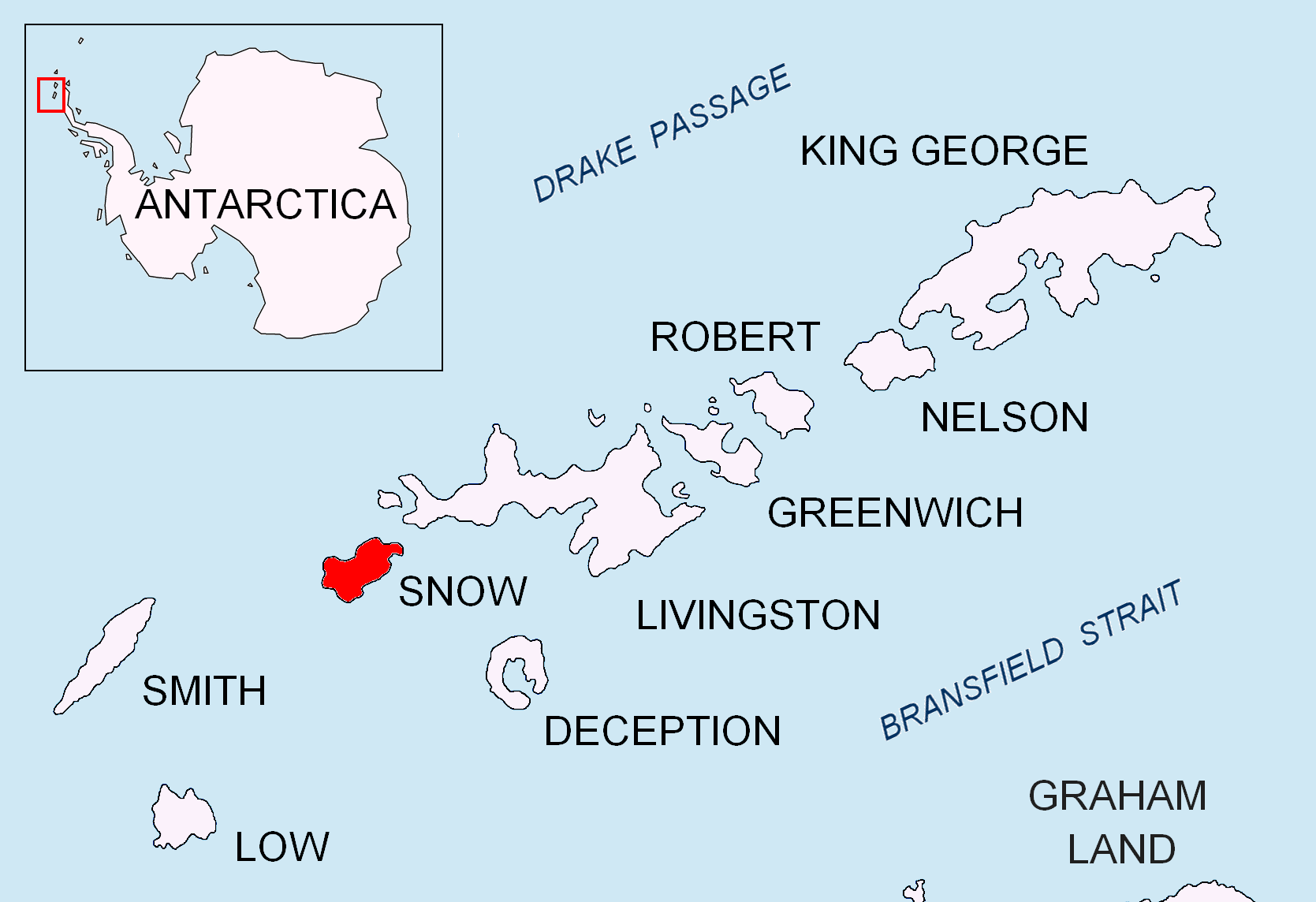

伊瓦伊洛灣（Ivaylo Cove），是南極洲的海灣，位於南設得蘭群島的雪島東岸，長0.9公里、寬0.5公里，以保加利亞沙皇伊瓦伊洛命名，現時由南極條約體系管理。
62°46′14″S 61°14′46″W / 62.77056°S 61.24611°W